# 라데온 400 시리즈
라데온 400 시리즈는 AMD가 개발한 그래픽 처리 장치 시리즈이다. 이 카드들은 새로운 14 nm FinFET 제조 공정을 사용하여 폴라리스 GPU를 최초로 탑재했으며, 삼성전자가 개발하고 글로벌파운드리스에 라이선스가 부여되었다. 폴라리스 제품군은 처음에는 그래픽스 코어 넥스트(GCN) 계열의 두 가지 새로운 칩(폴라리스 11 및 폴라리스 12)을 포함했다. 폴라리스는 그래픽스 코어 넥스트 명령어 집합의 4세대를 구현하며, 이전 GCN 마이크로아키텍처와 공통점을 공유한다.

## 명명법
RX 접두사는 1.5테라플롭스 이상의 성능과 80GB/s의 메모리 처리량(메모리 압축 포함)을 제공하고, 도타 2 및 리그 오브 레전드와 같은 인기 게임에서 1080p 해상도로 최소 60FPS를 달성하는 카드에 사용된다. 그렇지 않으면 생략된다. 이전 세대와 마찬가지로, 숫자에서 첫 번째 숫자는 세대(이 경우 4)를 나타내고, 두 번째 숫자는 카드의 등급을 나타내며, 총 6개의 등급이 있다. 400 시리즈에서 가장 약한 등급인 4등급은 RX 접두사가 없으며 64비트 메모리 버스를 특징으로 한다. 5등급과 6등급은 RX 접두사가 붙은 카드와 붙지 않은 카드 모두를 가지며, 이들은 모두 128비트 메모리 버스를 특징으로 하고 1080p 게임을 목표로 하지만 후자는 1.5테라플롭스의 성능에 미치지 못함을 나타낸다. 7등급과 8등급은 각각 256비트 메모리 버스를 가지며 1440p 카드로서 마케팅된다. 가장 높은 등급인 9등급은 256비트 이상의 메모리 버스를 특징으로 하며 4K 게임을 목표로 한다. 마지막으로, 세 번째 숫자는 카드가 첫 번째 또는 두 번째 개정판인지 여부를 각각 0 또는 5로 나타낸다. 따라서 예를 들어 RX 460은 최소 1.5테라플롭스의 성능, 100 GB/s의 메모리 처리량, 128비트 메모리 버스를 가지며, 위에서 언급된 게임에서 1080p 해상도로 60FPS를 달성할 수 있음을 나타낸다.

### OpenCL (API)
OpenCL은 GPU를 사용하여 고도로 병렬적인 수치 계산을 가능하게 하며, 많은 과학 소프트웨어 패키지의 속도를 CPU 대비 10배 또는 100배 이상 가속화한다. OpenCL 1.0부터 1.2까지는 테라스케일 또는 GCN 아키텍처를 사용하는 모든 칩에서 지원된다. OpenCL 2.0은 GCN 2세대 이상에서 지원된다. OpenCL 2.0을 준수하는 모든 카드는 드라이버 업데이트만으로 OpenCL 2.1 및 2.2 지원을 받을 수 있다.

### 벌컨 (API)
API 벌컨 1.0은 모든 GCN 아키텍처 카드에서 지원된다. 벌컨 1.2는 Adrenalin 20.1 및 리눅스 Mesa 20.0 드라이버 및 이후 버전과 함께 GCN 2세대 이상이 필요하다.

## 새로운 기능
이 시리즈는 4세대 GCN 아키텍처를 기반으로 한다. 여기에는 새로운 하드웨어 스케줄러, 새로운 프리미티브 폐기 가속기, 새로운 디스플레이 컨트롤러, 그리고 채널당 10비트 컬러로 4K 해상도에서 초당 60프레임으로 HEVC를 디코딩할 수 있는 업데이트된 UVD가 포함된다. 2016년 12월 8일, AMD는 GCN-GPU가 4K@60 Hz까지의 VP9 디코딩 가속을 지원하고 돌비 비전 및 HDR10 지원과 결합하는 Crimson ReLive 드라이버(버전 16.12.1)를 출시했다.

## 칩

### 폴라리스
폴라리스 10은 36개의 컴퓨트 유닛(CU)에 걸쳐 2304개의 스트림 프로세서를 특징으로 하며, 256비트 메모리 인터페이스를 통해 최대 8GB의 GDDR5 메모리를 지원한다. 이 GPU는 라데온 M300 라인의 미드레인지 Tonga 세그먼트를 대체한다. AMD에 따르면, 폴라리스 설계의 주요 목표는 에너지 효율이었다. 폴라리스 10은 원래 RX 480에 탑재될 미드레인지 칩으로 계획되었으며, TDP는 이전 모델인 R9 380의 190W TDP에 비해 약 110-135W였다. 그럼에도 불구하고, 폴라리스 10 칩은 "해상도 1440p에서 안정적인 초당 60프레임으로" 최신 DirectX 12 게임을 실행할 것으로 예상된다.
반면 폴라리스 11은 다양한 저가형 및 중가형 카드에 전력을 공급하는 "큐라카오(Curacao)" GPU의 후속작이다. 이 GPU는 16개의 CU에 걸쳐 1024개의 스트림 프로세서를 특징으로 하며, 128비트 메모리 인터페이스를 통해 최대 4GB의 GDDR5 메모리와 결합된다. 폴라리스 11의 TDP는 75W이다.

## 평가
많은 평론가들은 RX 480 8GB의 239달러 출시 가격을 고려했을 때 그 성능을 칭찬했다. The Tech Report는 RX 480이 출시 당시 200달러대에서 가장 빠른 카드라고 언급했다. HardOCP는 이 카드에 에디터스 초이스 실버 상을 수여했다. PC Perspective는 PC Perspective 골드 상을 수여했다.

### RX 480 레퍼런스 카드 PCI 익스프레스 전력 제한 위반
일부 평론가들은 AMD 라데온 RX 480이 PCI 익스프레스 전력 소비 사양을 위반한다는 사실을 발견했다. PCI 익스프레스 슬롯에서 인가할 수 있는 최대 전력은 75와트(12v 핀에서 66와트)이다. 탐스 하드웨어의 크리스 안젤리니는 스트레스 테스트에서 이 카드가 슬롯에서 평균 90와트를, 일반적인 게임 부하에서는 86와트를 인가할 수 있다는 것을 확인했다. 게임 부하에서 최대 사용량은 162와트이며, 전원 공급 장치를 포함하면 총 300와트에 달할 수 있다. TechPowerUp은 이 카드가 6핀 PCI 익스프레스 전원 커넥터의 75와트 한도를 초과하여 전원 공급 장치에서 최대 166와트를 인가할 수 있다는 점을 언급하며 이러한 결과를 확인했다. PC Perspective의 라이언 슈라우트는 다른 보고서들을 검토한 후 후속 테스트를 수행했고, 그의 검토 샘플이 기본 속도에서 마더보드로부터 80-84와트를 인가하고, 그의 Asus ROG Rampage V Extreme 마더보드에서 다른 PCI 익스프레스 슬롯의 12볼트 전원 공급 핀이 부하 시 11.5볼트만 공급하고 있다는 사실을 발견했다. 그는 사양의 8% 전압 허용 오차로 인해 전압 강하에 대해 우려하지 않았지만, 다중 오버클럭된 RX 480 카드가 쿼드 크로스파이어로 실행되거나, 저가형 및 구형 모델과 같이 높은 전류를 견디도록 설계되지 않은 마더보드에서는 문제가 발생할 수 있다고 지적했다.
AMD는 전압 조정기 모듈을 재프로그래밍하여 마더보드에서 전력을 덜 인가하도록 하는 드라이버를 출시하여, 마더보드에서 인가되는 전력이 PCI 익스프레스 사양을 통과하도록 했다. 이로 인해 6핀 전원 커넥터의 과전류가 악화되지만, 이 커넥터는 전력 등급에 더 큰 안전 마진이 있으므로 큰 문제는 아니다. 커넥터에서 인가되는 전력량은 드라이버에 새로 도입된 "호환 모드"에 따라 달라진다. 호환 모드가 켜져 있으면 카드의 총 전력 소비량이 감소하여 두 전원 공급 장치가 정격에 더 가깝게 작동할 수 있다. 표준 모드는 기본적으로 변함없는 성능을 제공하는 반면, 호환 모드는 벤치마크 오차 범위 내에서 성능 저하를 초래한다. AMD 파트너사가 설계한 일부 RX 480 카드에는 재고 설계보다 더 많은 전력을 공급할 수 있는 8핀 전원 커넥터가 포함되어 있다.

## 칩셋 표
- 지원되는 디스플레이 표준은 다음과 같다: 디스플레이포트 1.4 HBR, HDMI 2.0b, HDR10 컬러[30]
- 듀얼 링크 DVI-D 및 DVI-I는 레퍼런스 카드에 포트가 없지만 최대 4096×2304 해상도에서 지원된다.

## 같이 보기
- AMD 라데온 프로
- AMD 파이어프로
- AMD 파이어MV
- AMD 파이어스트림
- AMD 베가
- AMD 그래픽 처리 장치 목록